# Actuador electrohidràulic
Els actuadors electrohidràulics clàssics porten incorporades vàlvules electrohidràuliques que al estar controlades elèctricament, són la base per a la connexió entre els components elèctrics i els circuits hidràulics d'un sistema. El medi de treball oli o aigua es controla mitjançant senyals elèctrics amb els components adequats, p.e. vàlvules electrohidràuliques. A diferència dels controls purament hidràulics, els actuadors electrohidràulics permeten funcions molt més complexes, per aquesta facilitat de ser integrats en sistemes controlats elèctricament en particular mitjançant l’ús de circuits electrònics com, per exemple controladors lògics programables, unitats de control d'automòbil, etc.. L’avantatge de la hidràulica sobre els accionaments purament elèctrics rau en el fet que els actuadors són simples i econòmics i tenen la capacitat de generar forces elevades.
El principal desenvolupament que va conduir a la possibilitat dels EHAs va ser el motor convencional controlat per retroacció de precisió, o motor pas a pas d’alta potència. Els motors pas a pas estan dissenyats per moure un angle fix amb cada aplicació d’impulsos elèctrics i ho fan repetidament d'una manera extremadament precisa. Els dos tipus d’accionaments de motors s'utilitzen des de fa anys, per exemple, alimentant els controls de les plataformes de control de moviment i les màquines eines de control numèric.

## Actuadors electrohidràulics autònoms
Ha sorgit una generació d'actuadors electrohidràulics (EHA) que substitueixen els sistemes hidràulics clàssics per actuadors autònoms que funcionen únicament amb energia elèctrica. ja que al portar la bomba incorporada eliminen la necessitat de bombes hidràuliques externes i tubs separats, simplificant les arquitectures del sistema i millorant la seguretat i la fiabilitat. Aquesta tecnologia es va desenvolupar originalment per a la indústria aeroespacial, però des de llavors s'ha expandit a moltes altres indústries on s'utilitza habitualment l'energia hidràulica.

## EHA autònom
En un EHA autònom s'utilitzen versions d’alta potència de motors pas a pas per accionar una bomba reversible lligada a un cilindre hidràulic. La bomba pressuritza un fluid de treball, normalment oli hidràulic, que augmenta directament la pressió del cilindre i fa que es mogui. Tot el sistema, format per la bomba, el cilindre i un dipòsit de fluid hidràulic, s'envasa en una sola unitat autònoma.
En lloc de l'energia necessària per moure els comandaments subministrats per un subministrament hidràulic extern, es subministra mitjançant cablejat elèctric normal, encara que sigui més gran que el que es trobaria en un sistema fly-by-wire. La velocitat del moviment es controla mitjançant l'ús de la modulació per impulsos codificats. El resultat és un sistema "power-by-wire", on tant el control com l'energia s'envien a través d'un únic conjunt de cables.
Per tant, es pot proporcionar redundància mitjançant l'ús de dues unitats per superfície i dos conjunts de cables elèctrics. Això és molt més senzill que els sistemes corresponents que utilitzen un subministrament hidràulic extern. A més, l’EHA té l’avantatge que només treu energia quan es mou, la pressió es manté internament quan el motor s'atura. Això pot reduir el consum d'energia a l'avió eliminant el consum constant de les bombes hidràuliques. Els EHA també redueixen el pes, permeten una millor racionalització a causa del reduït enrutament intern de les canonades i un pes global inferior del sistema de control.

## Ús en avions
Els avions estaven originàriament controlats per petites superfícies aerodinàmiques accionades per cables, connectades a palanques que augmentaven l'entrada del pilot, mitjançant un avantatge mecànic. A mesura que l'avió va créixer en grandària i rendiment, les forces aerodinàmiques en aquestes superfícies van créixer fins al punt que ja no era possible que el pilot les controlés manualment a través d'una àmplia gamma de velocitats: controls amb prou avantatge per controlar l'avió a alta velocitat esquerra l'avió amb un control excessiu significatiu a velocitats més baixes quan es reduïen les forces aerodinàmiques. Nombrosos avions a les primeres etapes de la Segona Guerra Mundial van patir aquests problemes, sobretot el Mitsubishi Zero i el P-38 Lightning.
A partir dels anys quaranta, es va introduir la hidràulica per solucionar aquests problemes. En les seves primeres encarnacions, les bombes hidràuliques connectades als motors alimentaven oli d'alta pressió a través de tubs a les diferents superfícies de control. Aquí, es van connectar petites vàlvules als cables de control originals, que controlaven el flux d’oli a un actuador associat connectat a la superfície de control. Un dels accessoris més antics d’un sistema d’augment hidràulic va ser el d'alerons en els models del P-38L de la fi de la guerra, eliminant la necessitat d'una gran força humana per aconseguir una velocitat de rodament més elevada.
Els sistemes van evolucionar, substituint els enllaços mecànics a les vàlvules per controls elèctrics, produint el disseny "fly-by-wire i, més recentment, sistemes de xarxa òptica anomenats " fly-by-light ". Tots aquests sistemes requereixen tres components separats, el sistema d’alimentació hidràulica, les vàlvules i la xarxa de control associada i els actuadors. Com que qualsevol d'aquests sistemes podria fallar i fer inoperable l'avió, calen redundàncies que augmentin considerablement la complexitat del sistema. A més, mantenir l’oli hidràulic a pressió és un consum constant d’energia.